# Mio Shirai
Mio Shirai (紫雷 美央?, Shirai Mio; Kamakura, 14 febbraio 1988) è un'ex wrestler giapponese.
Ha iniziato la propria carriera nel 2007 ed è stata inizialmente impegnata in match di coppia assieme alla sorella minore Io per varie promozioni indipendenti quali Ice Ribbon, JWP Joshi Puroresu e Pro Wrestling Wave. Nel giugno 2010 le sorelle Shirai si sono unite alla freelancer Kana per formare la stable Triple Tails, attiva principalmente nella federazione Smash. Dopo l'allontanamento di Io nel 2011, Mio e Kana hanno continuato ad esibirsi come tag team sino al 2014. Ha quindi siglato un contratto con le promozioni Ice Ribbon, Oz Academy, Pro Wrestling Wave e Union Pro Wrestling, prima del suo ritiro dalle competizioni nel settembre 2015 per via di ripetuti infortuni al collo.

## Carriera

### Primi anni (2007-2010)
Mio Shirai compie il suo debutto professionale il 4 marzo 2007 insieme alla sorella minore, con la quale sceglie di adottare i ring-name di Mio ed Io Shirai. Pur riuscendo a mantenere segreti i propri nomi reali sin dai loro inizi nel mondo del wrestling, quello di Io sarà rivelato dalle autorità giapponesi nel 2012 a seguito del suo coinvolgimento in una vicenda giudiziaria. Il vero nome di Mio è tuttavia rimasto segreto sin dal suo esordio. Inizialmente impegnate come freelancer, le sorelle Shirai entrano poi a far parte della stable Makehen, formata da allieve di Tomohiko Hashimoto e attiva in varie promozioni del circuito indipendente quali Ibuki, Pro Wrestling Wave, JWP Joshi Puroresu e Sendai Girls' Pro Wrestling.
Il 19 ottobre 2018 Mio ed Io compiono il loro debutto per una delle più grandi federazioni di wrestling giapponese, la All Japan Pro Wrestling (AJPW), dove escono vittoriose da un tag team match contro Kyoko Kimura e Mikado. Tra gennaio e marzo del 2009 compiono diverse apparizioni anche per la Pro Wrestling Zero1, sino ad allora non conosciuta per l'inclusione di performer femminili. Il 29 aprile seguente conquistano i loro primi titoli imponendosi su Moeka Haruhi e Tomoka Nakagawa nella finalissima di un torneo valido per il TLW (Totally Lethal Wrestling) World Young Women's Tag Team Championship. Da luglio a novembre sono poi impegnate nel ring della Ice Ribbon.
Il 12 novembre 2009 le sorelle Shirai compiono il loro ingresso nel Captain's Fall Six Person Tag Team Tournament, torneo indotto dalla Pro Wrestling Wave, insieme a Gami, ma sono sconfitte al primo round dalla squadra composta da Ran Yu-Yu, Ryo Mizunami e Toshie Uematsu. Il trio riuscirà tuttavia a tornare in gara superando Misaki Ohata, Moeka Haruhi e Yumi Ohka in un match di ripescaggio avvenuto lo stesso giorno. Il 25 novembre hanno quindi la meglio su Bullfight Sora, Cherry e Kaoru in semifinale e infine su Ayumi Kurihara, Kana e Shuu Shibutani nella finalissima del torneo. Il 23 dicembre seguente le sorelle Shirai perdono i titoli di coppia TLW a favore di Misaki Ohata e Moeka Haruhi. Il 9 giugno 2010 Mio tenta una svolta da solita partecipando al torneo Catch the Wave di quell'anno, ma viene eliminata dalla competizione dopo aver accumulato due pareggi e altrettante sconfitte.

## Vita personale
Nel settembre 2015 ha annunciato il proprio matrimonio con il collega Tank Nagai, con il quale si è sposata il mese seguente a Tokyo. La coppia ha un figlio.

## Personaggio

### Mosse finali
- Figure-four necklock[9][10]
- Egukeri[32][33] (Calcio a giro sulla testa di un'avversaria seduta)[34][35]
- Shisenkō (Step-up enzuigiri)[7][8][9][10][36]
- Tsuchigumo[7][8][9][36] (Figure-four necklock victory roll) – 2012–2015

### Soprannomi
- "Senkou Bijo"[37] ("Bagliore di bellezza" in lingua giapponese)[6]

### Wrestler assistiti
- Tank Nagai[38]

### Musiche d'ingresso
- "Humble Neighborhoods" di Pink[10]
- "Foxy Fighter" di Tsutomu Toya[9][39]
- "Sadism" di Tsutomu Toya[39] (utilizzata mentre in coppia con Kana)

## Titoli e riconoscimenti
- DDT Pro-Wrestling
  - Ironman Heavymetalweight Championship (2)[7][8][36]
- Ice Ribbon
  - ICE×60 Championship (1)[7][8][36]
  - International Ribbon Tag Team Championship (1) – con Tsukushi
- Japan Indie Awards
  - Newcomer Award (2011)[40]
- JWP Joshi Puroresu
  - 5th Junior All Star Photogenic Award (2007) – con Io Shirai[14]
- Osaka Joshi Pro Wrestling
  - One Day Tag Tournament (2011) – con Kana[41]
- Oz Academy
  - Oz Academy Openweight Championship (1)
  - Oz Academy Tag Team Championship (1) – con Mayumi Ozaki
- Pro Wrestling Wave
  - TLW World Young Women's Tag Team Championship (1) – con Io Shirai[8][21]
  - Wave Tag Team Championship (2) – con Kana (1) e Misaki Ohata (1)[7][36]
  - Captain's Fall Six Person Tag Team Tournament (2009) – con Gami e Io Shirai[26]
  - One Day 6-Person Tag Tournament (2014) – con Misaki Ohata e Tsukasa Fujimoto
  - TLW World Young Women's Tag Team Tournament (2009) – con Io Shirai[21]
  - Zan1 (2014)
  - Catch the Wave Outstanding Performance Award (2011,[42] 2013)
- Union Pro Wrestling
  - SGP Global Junior Heavyweight Championship (1)[7][8][36]
  - Union Fly to Everywhere World Championship (2)